# Bando nacional
Il Bando nacional (lett. "fazione nazionalista", nome diffuso tra i franchisti), conosciuto anche come Bando sublevado (lett. "fazione ribelle", nome diffuso tra i repubblicani), fu l'insieme di unità militari spagnole che si sollevarono nel luglio 1936 contro la Seconda Repubblica spagnola e che formarono le forze armate e le milizie nazionaliste che presero parte alla guerra civile spagnola fino al 1939, contro l'Ejército Popular de la República.

## Storia
L'Alzamiento militare del 17 e 18 luglio 1936 partì dalla sollevazione delle truppe di stanza nel Marocco spagnolo.
I rivoltosi ottennero in pochi giorni il sostegno di circa la metà dell'esercito continentale, circa 60.000 uomini, oltre a tutti i 35.000 uomini dell'Armata d'Africa, di cui 15.000 indigeni.
Il navarrese e carlista, generale José Sanjurjo, leader incontestato del sollevamento militare, rimase ucciso tre giorni dopo l'inizio della rivolta in un incidente aereo.
I capi della sollevazione armata furono allora i generali Emilio Mola, Gonzalo Queipo de Llano, José Enrique Varela e Francisco Franco, noti come i cuatro generales. La scelta della giunta di difesa nazionale che aveva assunto il comando della sollevazione, cadde poi su Francisco Franco come generalisimo.
Le truppe del continente furono divise nell'Ejército del Norte, guidato dal generale Emilio Mola, ed Ejército del Sur, comandato dal generale Gonzalo Queipo de Llano. Nel 1937 fu costituito l'Ejército del Centro, con al comando il tenente generale Andrés Saliquet.
I movimenti nazionalisti e monarchici, in primis la Falange Spagnola e i Requetes carlisti, parteciparono attivamente a fianco dei militari nel Bando nacional, con loro reparti di volontari. Il 20 dicembre 1936 Franco decretò la militarizzazione delle milizie carliste e falangiste, formazioni che costituivano in genere le truppe d'assalto delle divisioni nazionaliste. Nell'aprile 1937 con il decreto di unificazione le varie formazioni furono unificate nella Milicia Nacional, ausiliare dell'esercito.

## Struttura militare

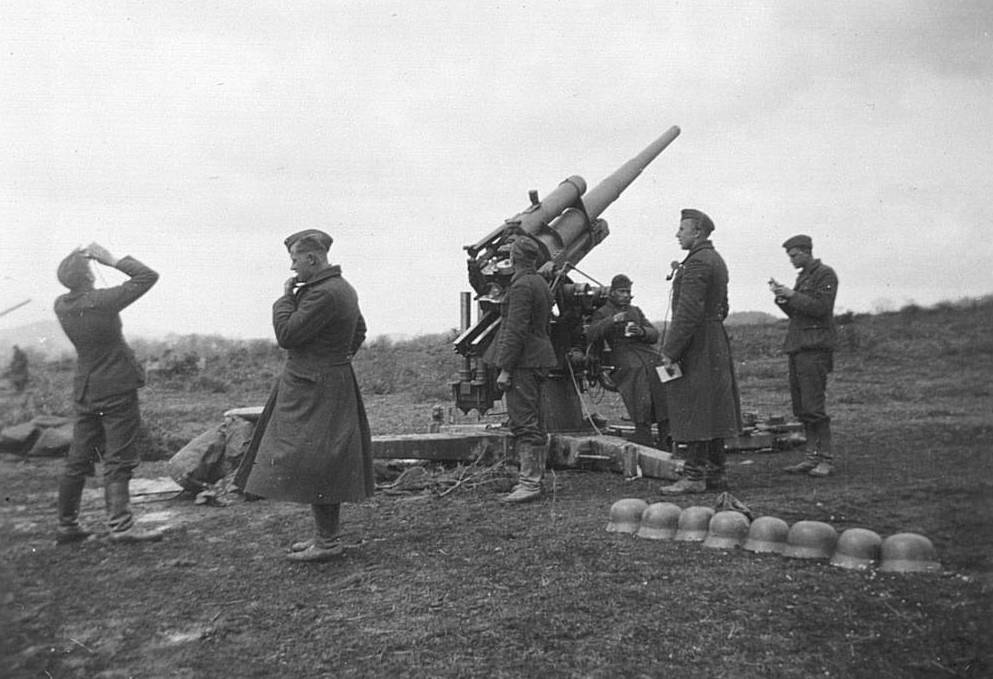
Artiglieria dei nacionales

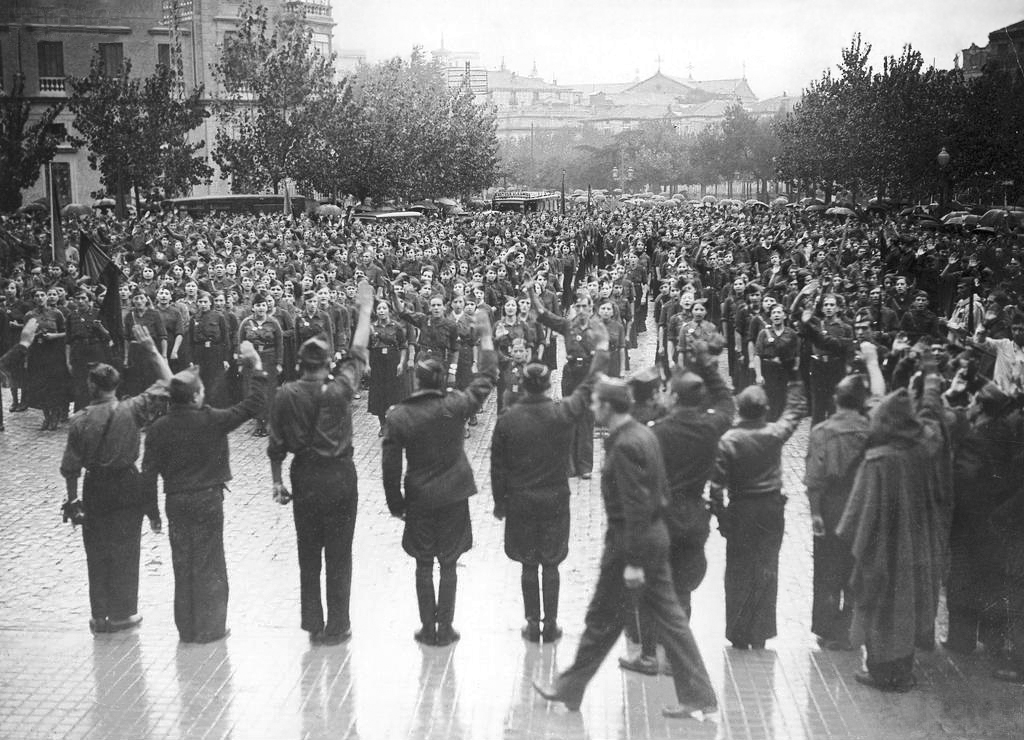
Milizie della Falange a Saragozza nell'ottobre 1936

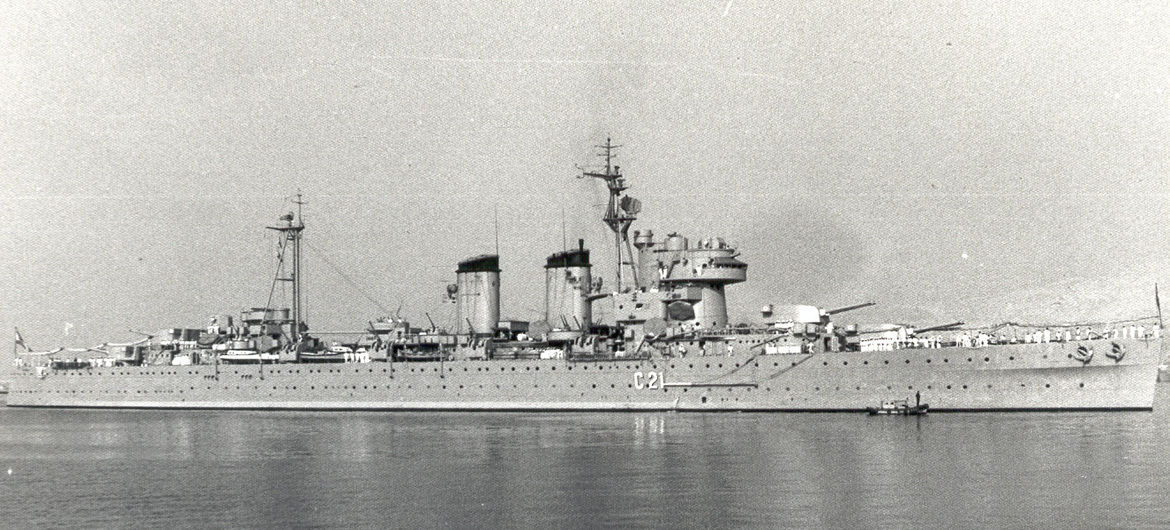
L'incrociatore Canarias

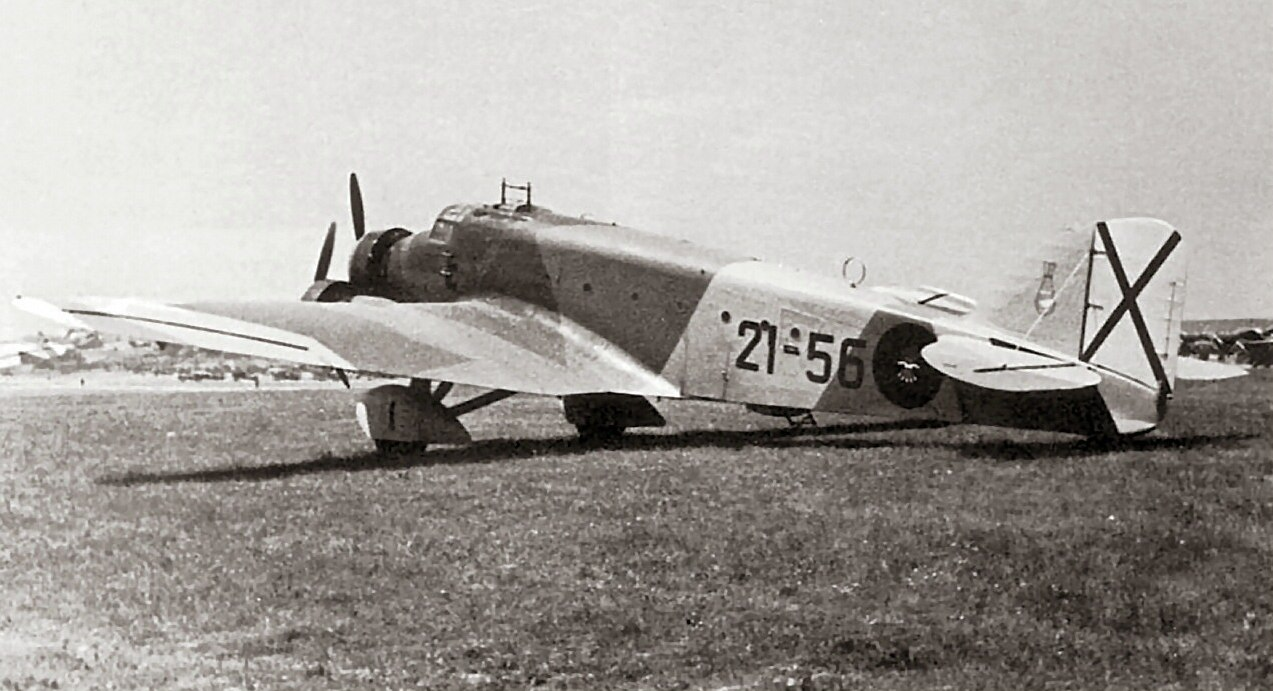
Un Savoia Marchetti 81 dell'aviazione nazionalista spagnola

### Ejército Nacional
- Armata d'Africa
  - Tercio de Extranjeros
  - Regulares
- Armata del Nord
- Armata del Sud
- Armata del Centro

### Milizie
- Camicie azzurre (Falange spagnola)
- Requetés carlisti (Comunión Tradicionalista)
- Monarchici tradizionalisti alfonsini (Bloque Nacional)
- Nazionalisti spagnoli (CEDA)
- Volontari internazionali

### Marina
La Marina del bando (Armada Nacional) nei giorni dell'Alzamiento poteva contare solo su tre navi importanti: la corazzata España (varata nel 1913 e che nel luglio 1936 era in bacino di carenaggio);  l'incrociatore leggero Almirante Cervera (varato nel 1928) e il cacciatorpediniere Velasco (varato nel 1923), che si erano ammutinate.  Si aggiunse anche l'incrociatore leggero Navarra, e poté mantenere il controllo del mare tra i territori d'Africa e il continente. La giunta militare designò comandante dell'Armada nacional il vice ammiraglio Francisco Moreno Fernández.
La nave ammiraglia fu l'incrociatore Canarias.

### Forze aeree
Quando il colpo di stato ebbe luogo in Spagna nel luglio del 1936, i ribelli presero il controllo di 90 aerei su un totale di 400 aerei dell'aviazione dell'esercito. 
Ebbero nei mesi successivi il sostegno di mezzi aerei dell'Italia e della Germania. Franco nominò comandante dell'Aviación Nacional il generale Alfredo Kindelán.
Alla fine della guerra nel 1939 contava su circa 600 velivoli, tra i quali 136 Messerschmitt Bf 109, 93 Heinkel He 111, 63 Junkers Ju 52, 350 Fiat C.R.32, 100 Savoia-Marchetti S.M.79 e 64 Savoia-Marchetti S.M.81.

## Effettivi
Alla fine del 1938 si componeva di oltre un milione di uomini nell'Esercito, oltre a Marina, Aviazione e Milizia, così suddivisi:
- 61 divisioni di fanteria (840.000 uomini)
- Cavalleria (15.323)
- Artiglieria (19.013)
- Ejército de África (35.000)
- Servizi (119.594)
- Milicia
  - Falange (100.000)
  - Requeté (60.000)